# 巴斯溫泉站
巴斯溫泉站（英語：Bath Spa railway station）是英國西南英格蘭城市巴斯的主要火車站，屬於大西部主線，由大西部鐵路公司管理及營運，設有兩個月台。巴斯溫泉車站修建於1840年，是一座英國二級保護建築。車站剛建成時的名稱是巴斯車站。

## 外部連結
- Slow motion video of Bath Spa （页面存档备份，存于）